# Kamiah
Kamiah és una ciutat dels Estats Units a l'estat d'Idaho. Segons el cens del 2000 tenia 1.160 habitants.

## Demografia
Segons el cens del 2000, Kamiah tenia 1.160 habitants, 531 habitatges, i 302 famílies. La densitat de població era de 407,2 habitants/km².
Dels 531 habitatges en un 22,2% hi vivien nens de menys de 18 anys, en un 44,6% hi vivien parelles casades, en un 9,2% dones solteres, i en un 43,1% no eren unitats familiars. En el 38,4% dels habitatges hi vivien persones soles el 23,5% de les quals corresponia a persones de 65 anys o més que vivien soles. El nombre mitjà de persones vivint en cada habitatge era de 2,17 i el nombre mitjà de persones que vivien en cada família era de 2,87.
Per edats la població es repartia de la següent manera: un 24% tenia menys de 18 anys, un 6% entre 18 i 24, un 20,9% entre 25 i 44, un 26,1% de 45 a 60 i un 23% 65 anys o més.
L'edat mediana era de 44 anys. Per cada 100 dones de 18 o més anys hi havia 83,8 homes.
La renda mediana per habitatge era de 21.793 $ i la renda mediana per família de 33.424 $. Els homes tenien una renda mediana de 25.982 $ mentre que les dones 19.688 $. La renda per capita de la població era de 14.111 $. Aproximadament el 12,5% de les famílies i el 18,5% de la població estaven per davall del llindar de pobresa.

## Poblacions més properes
El següent diagrama mostra les poblacions més properes.